# Powiat Higashisoo
Powiat Higashisoo (jap. 東囎唹郡 Higashisoo-gun) – dawny powiat w Japonii, w prefekturze Kagoshima.

## Historia

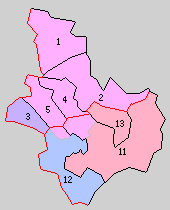
1. Takarabe, 2. Sueyoshi, 3. Ichinari, 4. Iwagawa, 5. Tsuneyoshi (1889 r.)

Powiat został założony 9 maja 1887 roku w wyniku podziału powiatu Soo na dwa mniejsze powiaty. Wraz z utworzeniem nowego systemu administracyjnego 1 kwietnia 1889 roku powiat Higashisoo został podzielony na 5 wiosek: Takarabe, Sueyoshi, Ichinari, Iwagawa oraz Tsuneyoshi.  
1 kwietnia 1897 roku, w wyniku połączenia powiatów Higashisoo i Minamimorokata, powiat Soo został ponownie utworzony.